# (66391) Moshup
(66391) Moshup, désignation provisoire 1999 KW4 est un astéroïde Aten et herméocroiseur découvert par LINEAR le 20 mai 1999. Il possède une petite lune, appelée Squannit désignation provisoire S/2001 (66391) 1.

## Caractéristiques

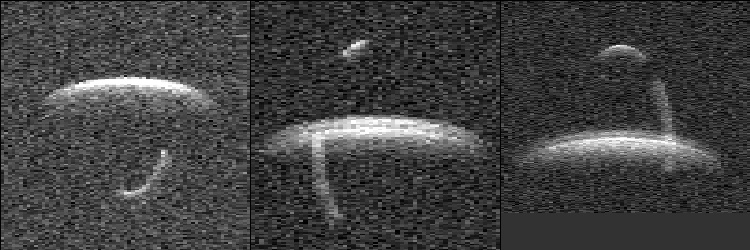
Images radar de l'astéroïde et sa lune. Le filet sur l'image est dû au mouvement du satellite pendant l'acquisition.

La rotation de 1999 KW4 Alpha est si rapide (2,8 h) que sa surface est à quelques mètres de la limite où elle se disloquerait dans l'espace. Rapportée aux dimensions de la Terre, l'orbite géosynchrone se situerait à 60 km (au lieu de 35 800).
De ce fait, l'arête équatoriale est paradoxalement la zone la "moins élevée" du point de vue géopotentiel, une particule déposée à la surface de l'astéroïde se déplacerait jusqu'au sommet de cette arête où elle serait mise en orbite à la moindre perturbation de la rotation de l'astéroïde. La présence de Bêta rabattrait cette particule en orbite vers la surface d'Alpha où elle recommencerait son périple vers l'équateur.
Cet aspect suggère que 1999 KW4 ait pour origine un précurseur à faible cohésion, accéléré et disloqué par une perturbation au cours du dernier million d'années. Cette perturbation peut être due aux forces de marée subies lors de la rencontre avec une planète, ou à un couple exercé par l'effet YORP.
La densité calculée d'Alpha indique que cet objet est très poreux, tandis que Bêta est beaucoup plus dense, probablement grâce au léger secouement provoqué par sa libration qui aurait amené son matériau dans une configuration plus compacte.

## Lune
1999 KW4 possède une petite lune, appelée Squannit, désignation provisoire S/2001 (66391) 1 ou 1999 KW4 Bêta, qui fait environ 360 m de diamètre, et orbite autour de 1999 KW4 en 0,758 j (16 heures) à une distance de 2,6 km. La présence de ce compagnon fut pressentie par des observations photométriques réalisées en juin 2000 par Petr Pravec et Lenka Šarounová à l'observatoire d'Ondřejov et fut confirmée avec des observations radar depuis le radiotélescope d'Arecibo par Steven J. Ostro (en) en mai 2001 lors de son passage à 4,8 Gm de la Terre. Cette observation plus récente a révélé les caractéristiques peu communes de ce système binaire.

## Orbite
Les orbites et rotations des deux corps manifestent des oscillations d'ampleurs telles qu'ils sont considérés comme le système le plus excité connu à ce jour dans le système solaire. La cause pourrait être le passage tous les six mois à proximité du Soleil au cours duquel le système binaire regagne en excitation. L'orientation de Bêta au cours de son orbite est animée d'une libration importante qui lui donnerait un aspect franchement oscillant vu depuis Alpha.
La dynamique complexe du système 1999 KW4 constitue un laboratoire unique pour l'étude du couplage entre mouvement orbital et rotation avec des effets beaucoup plus prononcés et immédiats que dans les autres systèmes binaires fournis par la nature (étoiles binaires, couples Terre-Lune, Pluton-Charon ou les astéroïdes binaires plus éloignés tels que Ida-Dactyl). En outre, les précédentes études de dynamique n'avaient pas à traiter des formes irrégulières et asymétriques constituées d'un assemblage souple et poreux de matériau granulaire.
Les découvertes autour de 1999 KW4 ont des conséquences profondes sur les projets de contre-mesures anti-collision d'astéroïde, pas seulement parce qu'il est le mieux caractérisé des astéroïdes à risque de taille kilométrique, mais aussi à cause de la nature physique d'Alpha et de la dynamique complexe du couple qui rendrait délicate toute tentative d'approche ou de contact.
Les caractéristiques de 1999 KW4 ne sont extraordinaires que par rapport à celles des autres corps célestes bien caractérisés. Cependant, ces traits semblent partagés par la plupart des autres géocroiseurs, l'aspect exotique de 1999 KW4 pourrait finalement être assez commun. Environ 1/6 des géocroiseurs de plus de 200 m sont binaires.
L'astéroïde fut un temps classé potentiellement dangereux, mais les mesures radar indiquèrent plus tard qu'il n'y avait pas de risque significatif de collision au cours du prochain millier d'années. Son prochain passage aussi près qu'en 2001 se fera en 2036 à 2,3 Gm.

## Nom
Dans une légende du peuple Mohegans, Moshup est un géant vivant dans la forêt.